# Don Juan Dracula
Don Juan Dracula (eller också DJD) är en norsk popgrupp från Åsgårdstrand nära Tønsberg, bildad 1999. Medlemmarna i gruppen är Henrik Lysell (gitarr och sång), Ola Eriksen (basgitarr), Henning Krane (synth), samt Thomas Lute (trummor).

## Diskografi
Studioalbum
- A NRK Documentary (2000)
- Young Debutants II (2005)
- Outakes, Demos & Oh My God What Were We Thinking (2005)
- New Sensation (2008)

EPs
- Black Balloons (2000)
- Perfect Girl (2002)
- Happy Boy (2003)
- Run Away With You (2005)

Singlar
- "Sober" (2002)
- "Take Me Home" (2005)
- "New Sensation" (2008)
- "Shotgun" (2008)